# Державні видатки
Державні видатки (англ. Government spending or expenditure) — це грошові відносини з приводу розподілу і використання централізованих та децентралізованих фондів грошових ресурсів держави з метою фінансування загальнодержавних потреб соціально-економічного розвитку.
Державні витрати або видатки включають все державне споживання, інвестиції та трансфертні платежі. В системі національного рахівництва придбання урядом товарів і послуг для поточного використання з метою безпосереднього задоволення індивідуальних або колективних потреб суспільства класифікується як державні видатки на кінцеве споживання. Придбання урядом товарів і послуг з метою створення майбутніх вигод, таких як інвестиції в інфраструктуру або витрати на дослідження, класифікується як державні інвестиції (державне валове нагромадження капіталу). Ці два види державних видатків — на кінцеве споживання та валове нагромадження капіталу — разом становлять одну з основних складових валового внутрішнього продукту.
Державні видатки можуть фінансуватися за рахунок державних запозичень, податків, митних зборів, продажу або оренди природних ресурсів, а також різних зборів, таких як плата за вхід до національного парку або ліцензійні збори. Коли уряд вирішує позичити гроші, він повинен сплачувати відсотки за позичені гроші. Зміни в державних видатках є основним компонентом фіскальної політики, що використовується для стабілізації макроекономічного бізнес-циклу.
Державні видатки — це витрати уряду країни на колективні або індивідуальні потреби і потреби в суспільних благах і державних послугах, таких як пенсії, охорона здоров'я, безпека, субсидії на освіту, аварійні служби, інфраструктура і т.д. 
До 19 століття державні видатки були обмежені завдяки пануючий концепції laissez faire. У 20-му столітті Джон Мейнард Кейнс стверджував, що роль державних видатків є ключовою у визначенні рівня доходу та його розподілу в економіці. Державні видатки відіграють важливу роль в економіці, оскільки вони визначають фіскальну політику та надають суспільні блага і послуги домогосподарствам і фірмам.
Основним показником державних видатків є їх частка у ВВП.

## Основні потреби

#### Військові
- національна оборона і забезпечення безпеки держави, здійснення конверсії оборонних галузей промисловості.

### Економічні
- фінансова підтримка суб'єктів господарювання;
- інвестиційні та інноваційні програми;
- поповнення державних запасів дорогоцінних металів і дорогоцінного каміння, державного матеріального резерву;
- обслуговування і погашення державного боргу;
- формування державної власності;
- інші витрати економічного характеру.

### Соціальні
- компенсація державних позабюджетних фондів витрат на виплату державних пенсій та допомог, інших соціальних виплат;
- утримання установ, що перебувають у державній власності або у віданні органів державної влади;
- інші витрати на соціальні цілі.

## Частка державних витрат у ВВП

Державні витрати як відсоток від ВВП (Індекс економічної свободи 2014)

## Постійне зростання державних витрат

Державні видатки як відсоток від ВВП у різних країнах, 1890-2011 рр.